# Szymon (łaciński patriarcha Konstantynopola)
Szymon (ur. ?, zm. 1232) – duchowny katolicki, w latach od 1227 do swojej śmierci w 1232 roku łaciński patriarcha Konstantynopola.

## Życiorys
Szymon został łacińskim Patriarchą Konstantynopola w 1227 roku. Pełnił ten urząd do dnia swojej śmierci w 1232 roku.